# Cantó d'Olonzac

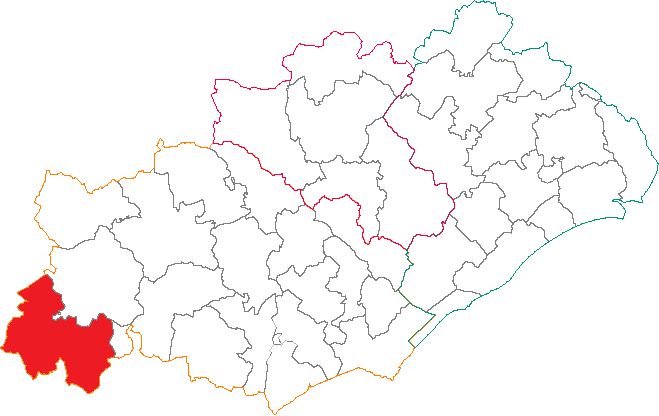
El cantó d'Olonzac a l'Erau

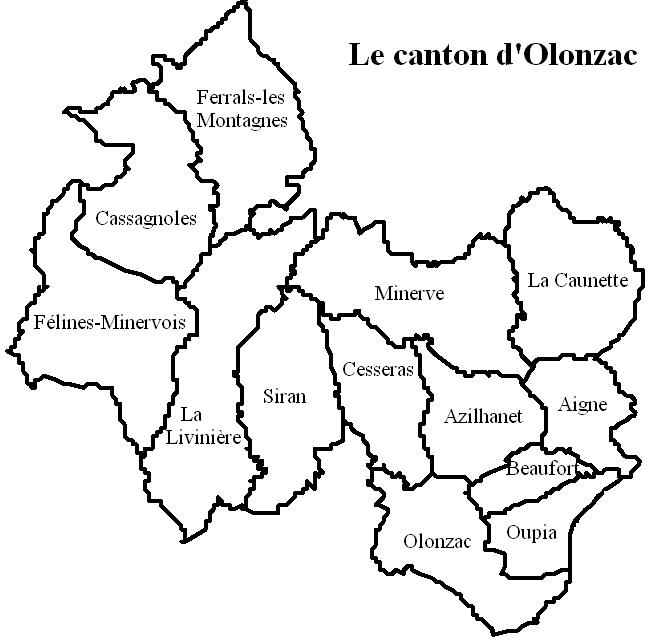
Mapa del cantó.

El cantó d'Olonzac és un cantó francès del departament de l'Erau, a la regió del Llenguadoc-Rosselló. Forma part del districte de Besiers, té 13 municipis i el cap cantonal és Olonzac.

## Municipis
- Anha
- Asilhanet
- Baufòrt
- Cassinhòlas
- Sesseraç
- Felina de Menerbés
- Ferrals de las Montanhas
- La Cauneta
- La Livinièra
- Menerba
- Olonzac
- Opian
- Sira